# Raymond d'Uzès (évêque de Viviers)
Pour les articles homonymes, voir Raymond d'Uzès et Raymond.
Raymond d'Uzès  est un évêque de Viviers de la seconde moitié du XIIIe siècle.

## Biographie

### Origines
Raymond, ou Raimond, appartient à la famille des seigneurs d'Uzès. Il est le fils de Raymond Décan de Posquières, 2e seigneur d'Uzès et de Marie d'Uzès, héritière du premier seigneur connu d'Uzès, Elzéart. Il a notamment pour frères et sœurs : Faydide/Faidide d’Uzès, qui épouse d'Alphonse Jourdain, (« Anfos »), comte de Toulouse ; Bermond Ier, qui succède à son père et continue la tige de cette maison ; Aldebert, évêque de Nîmes (1141-1180) ; Pierre, évêque de Lodève (1154-1161) ; Raymond/Raimond, évêque d'Uzès (1150-1188) ; et Béatrice, héritière de la moitié de la seigneurie.
Ainsi par sa sœur, il est parent du comte de Toulouse. Il se qualifie, en 1160, dans une lettre au roi de France, Louis VII, d'oncle maternel du comte.
Il est mentionné dans l'épitaphe de leur père († 1138), aux côtés de ses deux autres frères évêques, Aldebert de Nîmes et Raymond d'Uzès, épitaphe qui date d'au moins de 1157 ou après, puisque Raymond de Viviers n'est évêque qu'à partir de cette période.

### Épiscopat
Sa date d'accession sur le trône épiscopal de Viviers n'est pas connue. La date de mort de son prédécesseur, Guillaume Ier, est placée au-delà de l'année 1154, et certains la repoussent jusqu'en 1157. La tradition le place à partir de l'année 1157,.
Il est mentionné pour la première fois en 1157. En 1159, il confirme les privilèges des habitants de la cité épiscopale.
L'analyse de la lettre au roi de France de 1160 permettrait, selon Régné (1921), de conclure que le nouvel évêque « avait de par sa naissance des sympathies pour la maison de Toulouse et de par ses relations un penchant pour la monarchie capétienne ». Toutefois, il se rend à la convocation des seigneurs ecclésiastiques et laïques de Bourgogne et de Provence l'empereur Frédéric Barberousse, en 1162, à Saint-Jean-de-Losne, en Bourgogne.
Au début des années soixante-dix, le comte de Toulouse obtient une partie des biens de la famille d'Ucel, au cœur même du diocèse. Régné (1921) juge l'absence de réaction de l'évêque face à cette implantation du comte de Toulouse en Vivarais comme « une faute irréparable ». Il juge finalement « la politique de l'évêque [comme] plutôt trouble et maladroite. Ce fut un brouillon, qui ne sut pas distinguer les intérêts d'un diocèse auquel par sa naissance il était étranger ».
Vers 1070/1072, il semble être le destinataire de la lettre de reproche du pape Alexandre III concernant son absence de protection des religieux de Saint-Ruf,.
La fin de son épiscopat n'est pas précisément connue, la tradition le plaçant en 1170. Son successeur, à partir de 1171, est Robert dit d'Alba (selon laG.C.) ou encore de la Tour du Pin, qui pourrait être Robert de la Tour du Pin, futur archevêque de Vienne,.